# Çuxurazəmi
Çuxurazəmi è un comune dell'Azerbaigian situato nel distretto di Şabran.